# علی‌اشرف والی
علی‌اشرف والی (۱۲۹۹ ولیان (ساوجبلاغ) - ۱۱ دی ۱۳۸۹ تهران)، نگارگر، خوشنویس، تذهیب نگار و نقاش ایرانی که آخرین پیرو مکتب کمال‌الملک بود.

## کودکی و نوجوانی
علی اشرف در سال ۱۲۹۹ خورشیدی در روستای ولیان (ساوجبلاغ) از توابع استان البرز متولد شد. او کودکی، نوجوانی و تحصیلات خود را در تهران گذراند و در همان سالها استعداد هنری خود را به نحو چشمگیری بروز داد.

## آموزش و تحصیلات
علی‌اشرف والی پس از آنکه به دانشکده هنرهای زیبا راه یافت از تجربیات اساتیدی چون علی‌محمد حیدریان، رفیع حالتی بهره برد، هر چند خود تربیت هنری خویش را وام‌دار اسماعیل آشتیانی می‌دانست. چهل سال کار به شیوه کلاسیک سبب شد که او طرحها و رنگها را در حدی از تکامل و پختگی به کار گیرد.

## انزوای هنری

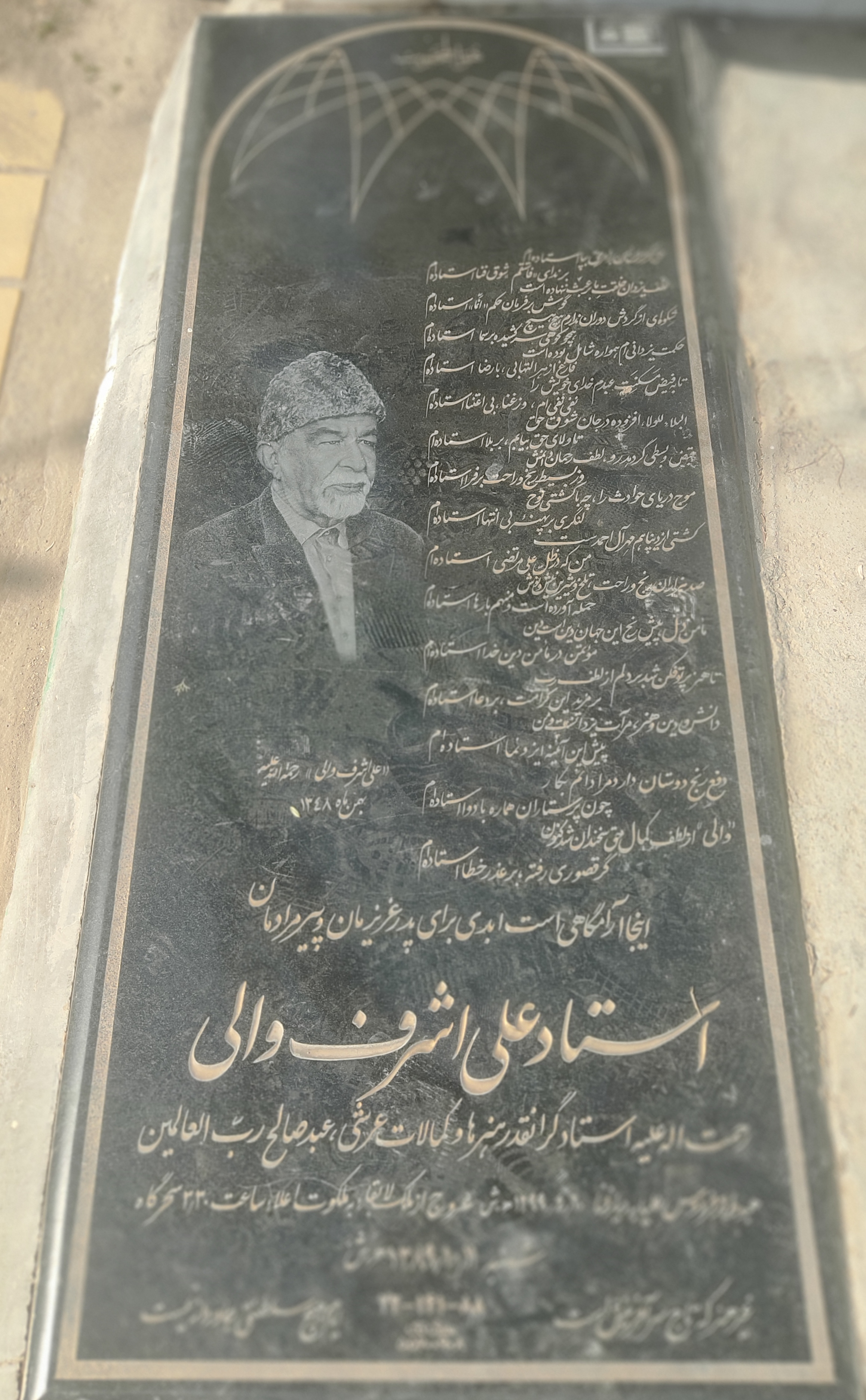
قبر علی‌اشرف والی در قطعه هنرمندان بهشت زهرا

با وجود آنکه آثار علی‌اشرف والی تنها یک بار در سال ۱۳۴۲ در معرض دید عمومی قرار گرفت اما توجه علاقه‌مندان بسیاری را در کشورهای اروپایی و برخی کشورهای آسیای غربی و شبه قاره هند به سوی خود جلب کرد. ایشان که علاوه بر نگارگری به چندین هنر دیگر از جمله خوشنویسی و تذهیب و صفحه‌آرایی نیز آراسته‌اند، در کار خوشنویسی شیوه مرحوم حسن زرین خط را می‌پسندید و از آن پیروی می‌نمود.
از جمله کارهای او، گذشته از تابلوهای نقاشی بسیار، باید از طرح‌های کتاب ترجمه الصلوه عالم نامی ملا محسن فیض کاشانی را نام برد که همراه با خوشنویسی حسن زرین خط انتشار یافت. برجسته‌ترین ویژگی وی جستجو و تفحص در حوزه عرفان و ادب بود که سالهای بسیار بدان پرداخت و تفسیر و تبیین مقالات شمس تبریزی محصول همان سال هاست. او آخرین شاگرد مکتب کمال‌الملک بود. یکی از نفیس‌ترین آثار وی تمثالی از امام علی علیه السلام است که در موزه آستان قدس رضوی در مشهد مقدس نگهداری می‌شود.
علی اشرف والی در روز ۱۱ دی ماه ۱۳۸۹ بر اثر کهولت سن در ۹۰ سالگی درگذشت و پیکر این استاد از مقابل خانه هنرمندان تشییع و در قطعه هنرمندان بهشت زهرای تهران به خاک آرمید. رهبر ایران درگذشت وی را تسلیت گفت.